# Glover Teixeira
Glover Lucas Teixeira (Sobrália, 28 de outubro de 1979) é  ex-lutador de artes marciais mistas (MMA) brasileiro-americano. Ex-campeão da divisão meio-pesado do Ultimate Fighting Championship e o 19.° brasileiro campeão do UFC. É o segundo mais velho campeão atrás de Randy Couture, e o mais velho campeão pela primeira vez na história do UFC, ganhando o cinturão dos meio-pesados aos 42 anos de idade.
Além do UFC, competiu na WEC e Shooto, em eventos de submission grappling e é bicampeão brasileiro de Luta Livre Olímpica.

## Biografia
Glover Teixeira nasceu em Sobrália, Minas Gerais. Não havia eletricidade em muitas das casas de sua comunidade e havia apenas um posto de gasolina. Ele se mudou para os Estados Unidos em Danbury, Connecticut em 1999 para ajudar a sustentar sua família e encontrou um emprego em paisagismo. Foi lá que conheceu sua esposa, Ingrid. Depois de ver boxeadores como Mike Tyson e os primeiros lutadores de MMA como Royce Gracie e Chuck Liddell competirem, Teixeira decidiu que queria seguir o mesmo caminho. Ele nunca tinha ouvido falar de Jiu-jitsu brasileiro, mas conseguiu encontrar e assistir a vídeos do UFC 1 e UFC 2, que contaram com o Hall da Fama do UFC Royce Gracie. Depois de trabalhar de 10 a 12 horas por dia em paisagismo, Teixeira treinava boxe na Hat City Boxing e jiu-jitsu na American Top Team Connecticut. John Hackleman, que havia treinado um lutador que lutou com Teixeira e ficou impressionado com o jovem brasileiro, convidou Teixeira para sua academia na Califórnia, The Pit, onde Teixeira começou a treinar com Chuck Liddell. Teixeira agora treina e instrui em sua própria academia Teixeira MMA & Fitness em Bethel, Connecticut.
Em novembro de 2020, Teixeira tornou-se cidadão dos Estados Unidos, mas representa o Brasil no UFC.

## Carreira no MMA
Estreou com derrota no WEC 3 - All Nothing em 7 de junho de 2002. Perdeu no 2.° round por nocaute para Eric Schwartz.
Foi para o SF aonde venceu as lutas contra Matt Horwich pode decisão e nocauteou Justin Ellison. Sua passagem terminou com derrota por decisão para Ed Herman.
Glover
Teixeira voltou para o WEC e venceu as 3 lutas que fez. Carlon Tones por nocaute, Jack Morrison por finalização e Rameau Thierry Sokoudjou por nocaute.
Glover Teixeira desembarcou no Palace Fighting Championship aonde venceu as 2 lutas que fez. Jorge Oliveira e Buckley Acosta ambos por nocaute.
Depois foi para o Bitetti Combat aonde em 3 lutas venceu todas por nocautes os lutadores Leonardo Nascimento Lúcio, Joaquim Ferreira e Tiago Monaco Tosato. Fez uma pausa de uma luta no Bitetti Combat para enfrentar Marko Peselj no Impact FC quando venceu por nocaute. Na sua volta ao Bitetti Combat venceu Daniel Tabera por nocaute.
Sua participação no Shooto foi vencendo por nocaute Simão Melo da Silva, fez uma pausa para enfrentar Márcio Cruz pelo Fight Club ao vencer por nocaute.
Retornando para o Shooto foi uma finalização em Antônio Mendes e um nocaute em
Marvin Eastman. Enfrentou Ricco Rodriguez no MMA Against e venceu por nocaute.

### Ultimate Fighting Championship
Glover Teixeira foi contratado pelo UFC em 21 de fevereiro de 2012.
Glover estreou no UFC 146 em 26 de maio de 2012 contra Kyle Kingsbury. No começo da luta Glover aplicou um knockdown devido a um uppercut de direita, e depois de montar no oponente ele fechou um katagatame e Kingsbury bateu aos 1:53. Ainda em 2012 enfrentou Fábio Maldonado o caipira de aço e venceu por nocaute. 
Glover era esperado para enfrentar Quinton Jackson no UFC 153 em 13 de outubro de 2012, porém Jackson se lesionou e foi substituído por Fábio Maldonado. Na ocasião Glover venceu no fim do 2.° round a luta, por interrupção médica, após dominar totalmente Maldonado nos 2 rounds.
Glover venceu o até então maior desafio de sua carreira contra o veterano Quinton Jackson, no dia 26 de janeiro de 2013 no UFC on Fox: Johnson vs. Dodson. Glover venceu por decisão unânime.
Glover era esperado para enfrentar Ryan Bader em 25 de maio de 2013 no UFC 160. Porém, Bader se lesionou e foi substituído por James Te Huna. Glover finalizou Te Huna com uma guilhotina ainda no primeiro round.
A luta com Bader aconteceu 4 de setembro de 2013 no UFC Fight Night: Teixeira vs. Bader no Mineirinho em Belo Horizonte. Ele venceu a luta por nocaute no primeiro round. Com Ryan Bader, mesmo tendo derrubado Glover Teixeira no início da luta com uma de esquerda, Glover conseguiu se levantar e na trocação derrubou Ryan Bader. Começou a golpear até o juiz parar a luta. Glover faturou o prêmio de nocaute da noite.

### Disputa do cinturão
Após a vitória sobre Ryan Bader, o presidente do Ultimate Fighting Championship, Dana White confirmou que Glover disputará o cinturão da organização contra o campeão do UFC 165 que será realizado entre Jon Jones vs Alexander Gustafsson.
Apesar do apelo dos fãs para uma revanche contra Alexander Gustafsson, o presidente da organização, Dana White, confirmou que o próximo adversário de Jon Jones seria Glover Teixeira. O evento seria realizado em março de 2014 em Dallas, porém, o combate foi remarcado para o dia 26 de abril de 2014 em Baltimore no UFC 172. Glover perdeu por decisão unânime, encerrando assim sua invencibilidade de quase oito anos.
Glover enfrentou Phil Davis em 25 de outubro de 2014 no UFC 179 e foi derrotado por decisão unânime em uma luta morna e sem muita ação.
Ele era esperado para enfrentar Rashad Evans em 22 de fevereiro de 2015 no UFC Fight Night: Teixeira vs. Evans, mas Evans acabou não aceitando a luta, alegando ter apenas três semanas para se preparar.
Teixeira era esperado para enfrentar Alexander Gustafsson em 20 de Junho de 2015 no UFC Fight Night: Gustafsson vs. Teixeira. No entanto, uma lesão tirou Gustafsson da luta e Glover foi removido do card. Glover então foi rapidamente colocado para outra luta, contra Ovince St. Preux em 8 de Agosto de 2015 no UFC Fight Night: Teixeira vs. St. Preux. Teixeira venceu a luta por finalização no terceiro round, com um mata-leão, que fez St. Preux apagar. Os dois lutadores também foram premiados com o bônus de "Luta da Noite".
Semanas após sua vitória sobre St. Preux, Teixeira foi colocado para enfrentar Patrick Cummins na co-luta principal do UFC Fight Night: Belfort vs. Henderson III em 7 de Novembro de 2015. Ele venceu a luta por nocaute técnico no segundo round.
Glover enfrentou Rashad Evans na luta principal do UFC on Fox: Teixeira vs. Evans em 16 de Abril de 2016. Glover venceu a luta por nocaute no primeiro round, sua boa atuação lhe rendeu o bônus de Performance da Noite.
Glover foi escalado para enfrentar o americano Anthony Johnson em 20 de Agosto de 2016 no UFC 202: Diaz vs. McGregor II. Uma vitória sobre Johnson poderia lhe render a chance de disputar o Cinturão Meio Pesado do UFC, mas foi nocauteado em 13 segundos.

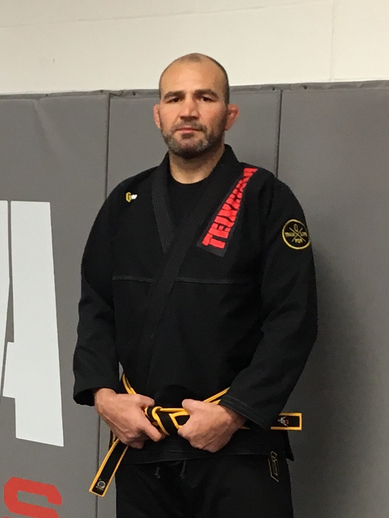
Glover Texeira em 2019.

### Ano de 2017
No ano de 2017, Glover retomou o caminho das vitórias com uma sobre Jared Cannonier.
Após 3 meses, Glover foi finalmente escalado para enfrentar Alexander Gustafsson, no dia 28/05/2017, no UFC Fight Night 109, UFC Fight Night: Gustafsson vs. Teixeira, infelizmente foi derrotado por nocaute após suportar a imposição do seu oponente durante 4 rounds, sendo nocauteado com um uppercut no quinto.
No dia 16 de Dezembro de 2017, Teixeira enfrentou Misha Cirkunov, no UFC on Fox 26 ganhando por Nocaute técnico. Após sofrer pressão no jogo em pé, Glover utilizou o chão e dominou Cirkunov, resultando em uma quase finalização devido a um mata-leão, após escapar da finalização, Cirkunov sofreu com golpes e nada pode fazer até a intervenção do árbitro.

### Conquista de cinturão
Na luta principal do evento UFC 267: Blachowicz x Teixeira Glover venceu o ex-campeão Jan Blachowicz via finalização durante o 2.° Round.
Glover se tornou o lutador mais velho a conquistar um cinturão pela primeira vez na era moderna do Ultimate Fighting Championship.
Em 2022 fez sua primeira defesa de cinturão contra o tcheco Jiří Procházka no UFC 275. Ambos lutadores disputaram cinco rounds aciradíssimos, apesar de estar com vantagem na pontuação, nos últimos 30 segundos do último round, Procházka pegou Teixeira em um mata leão e o brasileiro foi finalizado.

## Cartel no MMA
| Cartel no MMA   |             |            |
| 42 lutas        | 33 vitórias | 9 derrotas |
| Por nocaute     | 18          | 3          |
| Por finalização | 10          | 1          |
| Por decisão     | 5           | 5          |
| Empates         | 0           | 0          |

| Res.    | Cartel | Oponente                  | Método                                  | Evento                                     | Data       | Round | Tempo | Local                    | Notas                                                                                           |
| ------- | ------ | ------------------------- | --------------------------------------- | ------------------------------------------ | ---------- | ----- | ----- | ------------------------ | ----------------------------------------------------------------------------------------------- |
| Derrota | 33-9   | Jamahal Hill              | Decisão (unânime)                       | UFC 283: Teixeira vs. Hill                 | 21/01/2023 | 5     | 5:00  | Rio de Janeiro           | Pelo Cinturão Meio Pesado Vago do UFC; Luta da Noite. Após a luta anunciou a sua aposentadoria. |
| Derrota | 33-8   | Jiří Procházka            | Finalização (mata leão)                 | UFC 275: Teixeira vs. Procházka            | 12/06/2022 | 5     | 4:32  | Kallang                  | Perdeu o Cinturão Meio Pesado do UFC; Luta da Noite; Luta do Ano (2022).                        |
| Vitória | 33-7   | Jan Blachowicz            | Finalização (mata leão)                 | UFC 267: Blachowicz vs. Teixeira           | 30/10/2021 | 2     | 3:02  | Abu Dhabi                | Ganhou o Cinturão Meio Pesado do UFC; Performance da Noite.                                     |
| Vitória | 32-7   | Thiago Santos             | Finalização (mata leão)                 | UFC Fight Night: Santos vs. Teixeira       | 07/11/2020 | 3     | 1:49  | Las Vegas, Nevada        | Quebrou o recorde de mais vitórias por finalização na divisão dos Meio Pesados (6).             |
| Vitória | 31-7   | Anthony Smith             | Nocaute Técnico (socos)                 | UFC Fight Night: Smith vs. Teixeira        | 13/05/2020 | 5     | 1:04  | Jacksonville, Flórida    | Performance da Noite.                                                                           |
| Vitória | 30-7   | Nikita Krylov             | Decisão (dividida)                      | UFC Fight Night: Cowboy vs. Gaethje        | 14/09/2019 | 3     | 5:00  | Vancouver                |                                                                                                 |
| Vitória | 29-7   | Ion Cuțelaba              | Finalização (mata leão)                 | UFC Fight Night: Jacaré vs. Hermansson     | 27/04/2019 | 2     | 3:48  | Fort Lauderdale, Flórida | Performance da Noite.                                                                           |
| Vitória | 28-7   | Karl Roberson             | Finalização (katagatame)                | UFC Fight Night: Cejudo vs. Dillashaw      | 19/01/2019 | 1     | 3:21  | Brooklyn, Nova Iorque    |                                                                                                 |
| Derrota | 27-7   | Corey Anderson            | Decisão (unânime)                       | UFC Fight Night: Shogun vs. Smith          | 22/07/2018 | 3     | 5:00  | Hamburgo                 |                                                                                                 |
| Vitória | 27-6   | Misha Cirkunov            | Nocaute Técnico (socos)                 | UFC on Fox: Lawler vs. dos Anjos           | 16/12/2017 | 1     | 2:45  | Winnipeg, Manitoba       |                                                                                                 |
| Derrota | 26-6   | Alexander Gustafsson      | Nocaute (socos)                         | UFC Fight Night: Gustafsson vs. Teixeira   | 28/05/2017 | 5     | 1:07  | Estocolmo                | Luta da Noite.                                                                                  |
| Vitória | 26-5   | Jared Cannonier           | Decisão (unânime)                       | UFC 208: Holm vs. de Randamie              | 11/02/2017 | 3     | 5:00  | Nova Iorque              |                                                                                                 |
| Derrota | 25-5   | Anthony Johnson           | Nocaute (soco)                          | UFC 202: Diaz vs. McGregor II              | 20/08/2016 | 1     | 0:13  | Las Vegas, Nevada        |                                                                                                 |
| Vitória | 25-4   | Rashad Evans              | Nocaute (soco)                          | UFC on Fox: Teixeira vs. Evans             | 16/04/2016 | 1     | 1:48  | Tampa, Flórida           | Performance da Noite.                                                                           |
| Vitória | 24-4   | Patrick Cummins           | Nocaute Técnico (socos)                 | UFC Fight Night: Belfort vs. Henderson III | 07/11/2015 | 2     | 1:12  | São Paulo                |                                                                                                 |
| Vitória | 23-4   | Ovince St. Preux          | Finalização (mata leão)                 | UFC Fight Night: Teixeira vs. St. Preux    | 08/08/2015 | 3     | 3:10  | Nashville, Tennessee     | Luta da Noite.                                                                                  |
| Derrota | 22-4   | Phil Davis                | Decisão (unânime)                       | UFC 179: Aldo vs. Mendes                   | 25/10/2014 | 3     | 5:00  | Rio de Janeiro           |                                                                                                 |
| Derrota | 22-3   | Jon Jones                 | Decisão (unânime)                       | UFC 172: Jones vs. Teixeira                | 26/04/2014 | 5     | 5:00  | Baltimore, Maryland      | Pelo Cinturão Meio Pesado do UFC.                                                               |
| Vitória | 22-2   | Ryan Bader                | Nocaute Técnico (socos)                 | UFC Fight Night: Teixeira vs. Bader        | 04/09/2013 | 1     | 2:55  | Belo Horizonte           | Nocaute da Noite. Pela vaga de desafiante nº1.                                                  |
| Vitória | 21-2   | James Te Huna             | Finalização (guilhotina)                | UFC 160: Velasquez vs. Silva               | 25/05/2013 | 1     | 2:38  | Las Vegas, Nevada        | Finalização da Noite.                                                                           |
| Vitória | 20-2   | Quinton Jackson           | Decisão (unânime)                       | UFC on Fox: Johnson vs. Dodson             | 26/01/2013 | 3     | 5:00  | Chicago, Illinois        |                                                                                                 |
| Vitória | 19-2   | Fábio Maldonado           | Nocaute Técnico (interrupção médica)    | UFC 153: Silva vs. Bonnar                  | 13/10/2012 | 2     | 5:00  | Rio de Janeiro           |                                                                                                 |
| Vitória | 18-2   | Kyle Kingsbury            | Finalização (katagatame)                | UFC 146: Dos Santos vs. Mir                | 26/05/2012 | 1     | 1:53  | Las Vegas, Nevada        | Estreia no UFC.                                                                                 |
| Vitória | 17-2   | Ricco Rodriguez           | Finalização (socos)                     | MMAAD: MMA Against Dengue                  | 27/11/2011 | 1     | 1:58  | Rio de Janeiro           |                                                                                                 |
| Vitória | 16-2   | Marvin Eastman            | Nocaute Técnico (socos)                 | Shooto Brasil Fight for BOPE               | 25/08/2011 | 1     | 4:00  | Rio de Janeiro           |                                                                                                 |
| Vitória | 15-2   | Antonio Mendes            | Finalização (mata leão)                 | Shooto Brazil 24                           | 05/08/2011 | 1     | 4:06  | Brasília                 | Ganhou o Título Sul Americano do Shooto 93 kg                                                   |
| Vitória | 14-2   | Márcio Cruz               | Nocaute Técnico (socos)                 | Clube da Luta                              | 20/07/2011 | 2     | 4:21  | Rio de Janeiro           |                                                                                                 |
| Vitória | 13-2   | Simão Melo                | Nocaute (socos)                         | Shooto Brazil 23                           | 04/06/2011 | 1     | 1:49  | Rio de Janeiro           |                                                                                                 |
| Vitória | 12-2   | Daniel Tabera             | Decisão (unânime)                       | Bitetti Combat 8 - 100 anos do Corinthias  | 04/12/2010 | 3     | 5:00  | São Paulo                |                                                                                                 |
| Vitória | 11-2   | Marko Peselj              | Nocaute Técnico (socos)                 | Impact FC 2                                | 18/07/2010 | 1     | 3:01  | Sydney                   |                                                                                                 |
| Vitória | 10-2   | Tiago Tosato              | Nocaute Técnico (socos)                 | Bitetti Combat MMA 7                       | 28/05/2010 | 1     | 1:27  | Rio de Janeiro           |                                                                                                 |
| Vitória | 9-2    | Joaquim Ferreira          | Nocaute Técnico (interrupção do córner) | Bitetti Combat MMA 6                       | 25/02/2010 | 2     | 1:30  | Brasília                 |                                                                                                 |
| Vitória | 8-2    | Leonardo Lucio Nascimento | Finalização Técnica (guilhotina)        | Bitetti Combat MMA 4                       | 12/09/2009 | 1     | 3:11  | Rio de Janeiro           |                                                                                                 |
| Vitória | 7-2    | Buckley Acosta            | Nocaute Técnico (socos)                 | Palace Fighting Championships 7            | 20/02/2008 | 1     | 1:00  | Lemoore, Califórnia      |                                                                                                 |
| Vitória | 6-2    | Jorge Oliveira            | Nocaute Técnico (socos)                 | PFC 6: No Retreat, No Surrender            | 17/01/2008 | 1     | 0:05  | Lemoore, Califórnia      |                                                                                                 |
| Vitória | 5-2    | Sokoudjou                 | Nocaute (socos)                         | WEC 24                                     | 12/10/2006 | 1     | 1:41  | Lemoore, Califórnia      |                                                                                                 |
| Vitória | 4-2    | Jack Morrison             | Finalização (mata leão)                 | WEC 22                                     | 28/07/2006 | 1     | 1:27  | Lemoore, Califórnia      |                                                                                                 |
| Vitória | 3-2    | Carlton Jones             | Nocaute Técnico (socos)                 | WEC 20                                     | 02/05/2006 | 1     | 1:57  | Lemoore, Califórnia      |                                                                                                 |
| Derrota | 2-2    | Ed Herman                 | Decisão (unânime)                       | SF 9: Respect                              | 26/03/2005 | 3     | 5:00  | Gresham, Oregon          |                                                                                                 |
| Vitória | 2-1    | Justin Ellison            | Nocaute Técnico (socos)                 | SF 5: Stadium                              | 28/08/2004 | 1     | N/A   | Gresham, Oregon          |                                                                                                 |
| Vitória | 1-1    | Matt Horwich              | Decisão (unânime)                       | SF 3: Dome                                 | 17/04/2004 | 3     | 5:00  | Gresham, Oregon          |                                                                                                 |
| Derrota | 0-1    | Eric Swartz               | Nocaute Técnico (socos e cotoveladas)   | WEC 3                                      | 07/06/2002 | 2     | 3:33  | Lemoore, Califórnia      |                                                                                                 |

## Cartel no submission grappling
| Resultado | Oponente        | Método                       | Evento                               | Data | Round | Tempo | Notas |
| Derrota   | Gabriel Vella   | Pontos                       | ADCC Brasil trials (Abaixo de 99 kg) | 2011 |       |       |       |
| Vitória   | Armando Sapo    | Finalização                  | ADCC Brasil trials (Abaixo de 99 kg) | 2011 |       |       |       |
| Vitória   | Salvador Minnit | Finalização                  | ADCC Brasil trials (Abaixo de 99 kg) | 2011 |       |       |       |
| Vitória   | Jorge Bezerra   | Pontos                       | ADCC Brasil trials (Abaixo de 99 kg) | 2011 |       |       |       |
| Derrota   | Vinny Magalhães | Finalização (chave de braço) | ADCC Barcelona (Abaixo de 99 kg)     | 2009 |       |       |       |
| Derrota   | Gerardi Rinaldi | Pontos                       | ADCC Barcelona (Abaixo de 99 kg)     | 2009 |       |       |       |
| Vitória   | Dean Lister     | Pontos                       | ADCC Barcelona (Abaixo de 99 kg)     | 2009 |       |       |       |
| Vitória   | Vesa Vuori      | Pontos                       | ADCC Barcelona (Abaixo de 99 kg)     | 2009 |       |       |       |
| Vitória   | Renato Ferreira | Finalização (mata-leão)      | ADCC Brasil trails (Abaixo de 99 kg) | 2009 |       |       |       |
| Vitória   | Renato Ferreira | Pontos                       | ADCC Brasil trails (Abaixo de 99 kg) | 2009 |       |       |       |